# 佐藤大介 (サッカー選手)
佐藤 大介（さとう だいすけ、1994年〈平成6年〉9月20日 - ）は、フィリピン出身のフィリピン代表サッカー選手。ポジションはディフェンダー（DF）（SB）。

## 来歴
フィリピン南部ミンダナオ島ダバオで、フィリピン人の母と日本人の父との間に生まれた。浦和レッズのジュニアユース/ユースチーム、仙台大学でのプレーを経て、2014年3月7日、フィリピンのグローバル・セブFCに加入。
2016年9月17日、リーガ1のCSMストゥデンツェスク・ヤシに移籍。翌年6月28日にはデンマーク・スーペルリーガのACホーセンスに、2018年1月5日にリーガ1のセプシ・スフントゥ・ゲオルゲに、2019年6月23日にはタイ・リーグ1のムアントン・ユナイテッドFCに。ASEAN枠での登録となる。3バックを採用するアレシャンドレ・ガマ監督の元では左ウイングバックとして起用されている、2021年7月7日、スパンブリーFCに移籍。
2022年6月11日、インドネシア・リーガ1のプルシブ・バンドンに加入。

### 代表歴
2014年4月11日に行われたネパールとの親善試合で代表デビュー。前半15分、グローバルFCの同僚であるカート・ディゾンのゴールをアシストした。AFCチャレンジカップ2014の代表に選出され、チームの準優勝に貢献した。
2014年9月6日、フィリピン・ピースカップ2014のミャンマー戦で代表初ゴールを決めるものの2 - 3で敗れた。同年11月14日に行われたカンボジアとの親善試合で代表2得点目を上げた。

## 人物
日本語、英語、タガログ語を話せるほか、ルーマニア時代にルーマニア語も覚えた。

## 所属クラブ
- 2002-2006年： FC東85スポーツサッカー少年団
- 2007-2009年： 浦和レッズジュニアユース
- 2010-2012年： 浦和レッズユース
- 2013年： 仙台大学
- 2014年-2016年： グローバル・セブFC
- 2016年-2017年： CSMストゥデンツェスク・ヤシ
- 2017年： ACホーセンス
- 2018年-2019年： セプシ・スフントゥ・ゲオルゲ
- 2019年-2021年： ムアントン・ユナイテッドFC
- 2021年- : スパンブリーFC

## 個人成績
| 国内大会個人成績 | 国内大会個人成績             | 国内大会個人成績 | 国内大会個人成績 | 国内大会個人成績 | 国内大会個人成績 | 国内大会個人成績 | 国内大会個人成績 | 国内大会個人成績 | 国内大会個人成績 | 国内大会個人成績 | 国内大会個人成績 |
| 年度             | クラブ                       | 背番号           | リーグ           | リーグ戦         | リーグ戦         | リーグ杯         | リーグ杯         | オープン杯       | オープン杯       | 期間通算         | 期間通算         |
| 年度             | クラブ                       | 背番号           | リーグ           | 出場             | 得点             | 出場             | 得点             | 出場             | 得点             | 出場             | 得点             |
| フィリピン       | フィリピン                   | フィリピン       | フィリピン       | リーグ戦         | リーグ戦         | リーグ杯         | リーグ杯         | オープン杯       | オープン杯       | 期間通算         | 期間通算         |
| ---------------- | ---------------------------- | ---------------- | ---------------- | ---------------- | ---------------- | ---------------- | ---------------- | ---------------- | ---------------- | ---------------- | ---------------- |
| 2014             | グローバル                   | 11               | UFL Div.1        | 14               | 3                |                  |                  |                  |                  | 14               | 3                |
| 2015             | グローバル                   | 11               | UFL Div.1        | 14               | 1                |                  |                  |                  |                  |                  |                  |
| 2016             | グローバル                   | 11               | UFL Div.1        | 3                | 1                |                  |                  |                  |                  |                  |                  |
| ルーマニア       | ルーマニア                   | ルーマニア       | ルーマニア       | リーグ戦         | リーグ戦         | リーグ杯         | リーグ杯         | ルーマニア杯     | ルーマニア杯     | 期間通算         | 期間通算         |
| 2016-17          | ストゥデンツェスク           |                  | リーガ1          | 24               | 0                |                  |                  | 2                | 0                | 26               | 0                |
| デンマーク       | デンマーク                   | デンマーク       | デンマーク       | リーグ戦         | リーグ戦         | リーグ杯         | リーグ杯         | オープン杯       | オープン杯       | 期間通算         | 期間通算         |
| 2017-18          | ホーセンス                   |                  | スーペルリーガ   | 3                | 0                |                  |                  | 1                | 0                | 4                | 0                |
| ルーマニア       | ルーマニア                   | ルーマニア       | ルーマニア       | リーグ戦         | リーグ戦         | リーグ杯         | リーグ杯         | ルーマニア杯     | ルーマニア杯     | 期間通算         | 期間通算         |
| 2017-18          | セプシ・スフントゥ・ゲオルゲ | 11               | リーガ1          | 16               | 0                | -                | -                | -                | -                | 16               | 0                |
| 2018-19          | セプシ・スフントゥ・ゲオルゲ | 11               | リーガ1          |                  |                  |                  |                  |                  |                  |                  |                  |
| 通算             | フィリピン                   | フィリピン       | UFL Div.1        | 31               | 5                | 0                | 0                | 0                | 0                | 31               | 5                |
| 通算             | ルーマニア                   | ルーマニア       | リーガ1          | 40               | 0                | 0                | 0                | 2                | 0                | 42               | 0                |
| 通算             | デンマーク                   | デンマーク       | スーペルリーガ   | 3                | 0                | 0                | 0                | 1                | 0                | 4                | 0                |
| 総通算           | 総通算                       | 総通算           | 総通算           | 74               | 5                | 0                | 0                | 3                | 0                | 77               | 5                |

### 出場大会
- AFCチャレンジカップ（AFCアジアカップ2015予選）
- 東南アジアサッカー選手権

### 試合数
国際Aマッチ34出場3得点

### 代表での得点
| #  | 日時           | 場所                                     | 対戦相手     | スコア | 最終結果 | 大会                         |
| -- | -------------- | ---------------------------------------- | ------------ | ------ | -------- | ---------------------------- |
| 1. | 2014年09月06日 | リサール・メモリアル・スタジアム, マニラ | ミャンマー   | 1–1    | 2–3      | フィリピン・ピースカップ2014 |
| 2. | 2014年11月14日 | リサール・メモリアル・スタジアム, マニラ | カンボジア   | 1–0    | 3–0      | 親善試合                     |
| 3. | 2017年06月13日 | パミール・スタジアム, ドゥシャンベ       | タジキスタン | 4–2    | 4–3      | AFCアジアカップ2019・3次予選 |

## タイトル

### フィリピン代表
- AFCチャレンジカップ: 準優勝 2014